# Società Sportiva Siracusa 1932-1933
Questa voce raccoglie le informazioni riguardanti la Società Sportiva Siracusa nelle competizioni ufficiali della stagione 1932-1933.

## Rosa
| N. |                   | Ruolo | Calciatore          |
| -- | ----------------- | ----- | ------------------- |
|    | Italia (bandiera) | C     | Devoto              |
|    | Italia (bandiera) | C     | Domenico Greppi     |
|    | Italia (bandiera) | A     | Vigna               |
|    | Italia (bandiera) | P     | Mario Vialardi      |
|    | Italia (bandiera) | D     | Ferrario            |
|    | Italia (bandiera) | C     | Prandani            |
|    | Italia (bandiera) | C     | Benedetto Benedetti |
|    | Italia (bandiera) | A     | Marazza             |

| N. |                   | Ruolo | Calciatore        |
| -- | ----------------- | ----- | ----------------- |
|    | Italia (bandiera) | C     | Giovanni Greppi   |
|    | Italia (bandiera) |       | Pasquale Garofalo |
|    | Italia (bandiera) | C     | Salussoglia       |
|    | Italia (bandiera) | D     | Alberto Macchi    |
|    | Italia (bandiera) | D     | Betti             |
|    | Italia (bandiera) | C     | Rinesi            |
|    | Italia (bandiera) | D     | Secondo Finotto   |